# Tsushima, Nagasaki
Tsushima (対馬市 (Đối Mã thị) Tsushima-shi) là một thành phố thuộc tỉnh Nagasaki, Nhật Bản, nằm trên toàn bộ đảo Tsushima, đảo này nằm trên eo biển Tsushima phía bắc thành phố Nagasaki, thuộc rìa phía tây Kyūshū.
Đến năm 2005, dân số thành phố là 39.983, mật độ 56,42 người/km². Tổng diện tích thành phố là 708,61 km², chiếm 17,3% diệnt ích tỉnh Nagasaki.